# فريق رايسنغ بولز (فورمولا 1)
فريق رايسنغ بولز (بالإنجليزية: Racing Bulls S.p.A)‏ هو فريق إيطالي لسباقات السيارات من فئة الفورمولا واحد، يقع مقر الفريق بمدينة فاينزا في إيطاليا. إحد فريقي فورمولا 1 مملوكين لـشركة ريد بُل ذات المسؤولية المحدودة النمساوية، والآخر هو ريد بل راسينغ. عرف الفريق سابقا من عام 2006 إلى عام 2019 باسم سكوديريا تورو روسو وباسم سكودريا ألفا توري من عام 2020 إلى عام 2023. تم إعادة تسمية الفريق إلى اسمه الحالي في موسم 2024. ويدير الفريق لوران ميكيس.

## المنشأ
يعود أصل الفريق إلى فريق ميناردي، الذي تنافس في الفورمولا 1 من عام 1985 إلى عام 2005، قبل أن تشتريه ريد بُل في عام 2006 ليصبح الفريق الرديف لريد بل راسينغ. تسابق من عام 2006 إلى عام 2019، تسابق الفريق تحت اسم "سكوديريا تورو روسو" وكان معروفًا بتبني المواهب المستقبلية لشركة ريد بُل، امثال بطل العالم أربع مرات سباستيان فيتل، والسائق كارلوس ساينز جونيور، وبطل العالم ثلاث مرات ماكس فيرستابين. بالإضافة إلى دانيل ريكاردو. في بطولة العالم للفورمولا 1 لعام 2020، تم تغيير اسم تورو روسو إلى "ألفا توري" للترويج للعلامة التجارية ألفا توري للأزياء.